# Ankylopteryx polychlora
Ankylopteryx polychlora är en insektsart som först beskrevs av Fraser 1952.  Ankylopteryx polychlora ingår i släktet Ankylopteryx och familjen guldögonsländor. Inga underarter finns listade i Catalogue of Life.